# Renton
Renton je město v okresu King County ve státě Washington ve Spojených státech amerických. Nachází se necelých 20 km jihovýchodně od centra Seattlu, největšího města ve Washingtonu. Má přístup k Washingtonovu jezeru. Je 8. největším městem ve státě Washington a šestým největším městem v metropolitní oblasti Seattlu. Zároveň jde o 310. největší město ve Spojených státech. Na severu sousedí s městem Newcastle.
K roku 2020 zde žilo 106 785 obyvatel. S celkovou rozlohou 65 km² byla hustota zalidnění 1 600 obyvatel na km². Nachází se v oblasti se středozemním podnebím. K roku 2022 byla největším zaměstnavatelem ve městě letecká společnost Boeing.